# NPY2R
NPY2R (англ. Neuropeptide Y receptor Y2) – білок, який кодується однойменним геном, розташованим у людей на короткому плечі 4-ї хромосоми.  Довжина поліпептидного ланцюга білка становить 381 амінокислот, а молекулярна маса — 42 731.
| 10         |  | 20         |  | 30         |  | 40         |  | 50         |
| ---------- |  | ---------- |  | ---------- |  | ---------- |  | ---------- |
| MGPIGAEADE |  | NQTVEEMKVE |  | QYGPQTTPRG |  | ELVPDPEPEL |  | IDSTKLIEVQ |
| VVLILAYCSI |  | ILLGVIGNSL |  | VIHVVIKFKS |  | MRTVTNFFIA |  | NLAVADLLVN |
| TLCLPFTLTY |  | TLMGEWKMGP |  | VLCHLVPYAQ |  | GLAVQVSTIT |  | LTVIALDRHR |
| CIVYHLESKI |  | SKRISFLIIG |  | LAWGISALLA |  | SPLAIFREYS |  | LIEIIPDFEI |
| VACTEKWPGE |  | EKSIYGTVYS |  | LSSLLILYVL |  | PLGIISFSYT |  | RIWSKLKNHV |
| SPGAANDHYH |  | QRRQKTTKML |  | VCVVVVFAVS |  | WLPLHAFQLA |  | VDIDSQVLDL |
| KEYKLIFTVF |  | HIIAMCSTFA |  | NPLLYGWMNS |  | NYRKAFLSAF |  | RCEQRLDAIH |
| SEVSVTFKAK |  | KNLEVRKNSG |  | PNDSFTEATN |  | V          |  |            |

A: Аланін

C: Цистеїн

D: Аспарагінова кислота

E: Глутамінова кислота

F: Фенілаланін

G: Гліцин

H: Гістидин

I: Ізолейцин

K: Лізин

L: Лейцин

M: Метіонін

N: Аспарагін

P: Пролін

Q: Глутамін

R: Аргінін

S: Серин

T: Треонін

V: Валін

W: Триптофан

Кодований геном білок за функціями належить до рецепторів, g-білокспряжених рецепторів, білків внутрішньоклітинного сигналінгу. 
Локалізований у клітинній мембрані, мембрані.